# Codex Iustinianus
Codex Iustinianus (Justinijanov kodeks) je zbirka carskih konstitucija (constitutiones principum) nazvana po bizantskom caru Justinijanu I. Velikom koji ju je dao sastaviti, a koja je ujedno i prvo djelo njegove kodifikacije rimskog prava, poznate pod nazivom Corpus Iuris Civilis.

## Izrada kodeksa
Car Justinijan je 528. godine naredio komisiji carskih službenika i pravnika sastavljanje kodeksa svih carskih konstitucija koje su još bile na snazi. Već iduće godine Codex Iustinianus je bio završen i objavljen. Međutim, kako je car Justinijan nastojao rješiti sva sporna pitanja u rimskom pravu, zbog brojnih novih konstitucija, kodeks je ubrzo zastario. Stoga je Justinijan, nakon objavljivanja Digesta i Institucija, 533. godine naredio izradu novog kodeksa. Taj, novi, kodeks objavljen je u prosincu 534. godine pod nazivom Codex repetitae praelectionis. Budući da je prvi kodeks izgubio pravnu snagu i nije bio prepisivan, nije sačuvan.

## Struktura
Codex Iustinianus podijeljen je u 12 knjiga, a knjige u tituluse. Unutar svakog pojedinog titulusa, konstitucije su poredane kronološkim redom, a svaka sadrži podatke o caru koji ih je izdao, adresatu te datum izdavanja. 

## Ovlast komisije
Komisija koja je izrađivala kodeks bila je ovlaštena izmjenjivati tekst konstitucija. Te izmjene vidljive su uspoređujući ih s Codex Theodosianus-om.